# Крестьянские девочки в лесу
«Крестьянские девочки в лесу» — картина русского живописца Алексея Ивановича Корзухина, написанная им в 1877 году.

## Сюжет
Картина «Крестьянские девочки в лесу» художника Алексея Корзухина аналогична по сюжету его более позднему полотну, находящемуся в Пермской художественной галерее.
Живописец изображает маленьких героинь произведения в широколиственной чаще. Какое-то событие, происходящее в глубине массива, встревожило девочек. Корзухин мастерски передает драматичность сложившейся ситуации. Позы подружек подчеркивают царящее напряжение. Они несколько растеряны. Их лица выражают легкий испуг, который борется с детским любопытством.
В 1878 году Алексей Иванович Корзухин вновь обратился к сюжету крестьянских девочек в лесу, разработанному им годом ранее.
В позднем произведении художник усиливает драматизм происходящего события, путём использования светотеневых эффектов. Лесная чаща пугает своей темнотой. Фигуры девочек даны на фоне подчеркнутого светом дерева. Падающий характер могучего ствола, усиливает тревожное, неустойчивое состояние маленьких героинь полотна.

## История
В книге «Русская жанровая живопись XIX — начала XX века», выпущенной в 1964 году под редакцией Т. Н. Гориной, на 366-й странице есть такой любопытный абзац: «В той же Пермской гос. художественной галерее хранится картина Корзухина „Крестьянские девочки в лесу“ (1878), в которой весь лесной фон… написан И. И. ..Шишкиным».
Это утверждение позже было повторено не раз другими авторами, и уже никто не сомневался в том, что это именно так и есть.
Однако если внимательно ознакомиться с полотном «Крестьянские девочки в лесу», то, к удивлению, не находишь каких-либо черт, позволяющих приписать авторство пейзажа в картине знаменитому живописцу И. И. Шишкину…
Сразу после смерти А. И. Корзухина, в октябре 1894 года, его семья организовала большую ретроспективную выставку работ покойного. К выставке был выпущен небольшой, но весьма интересный каталог в скромной серой обложке. На страницах этого редкого издания кроме краткой биографической справки о художнике было перечислено более 150 работ А. И. Корзухина, многие из которых сейчас бесследно утеряны. В каталоге упоминаются шесть произведений, которые по своим названиям могли бы иметь отношение к картине из Пермской галереи. Но, к сожалению, в каталоге нет ни размеров, ни иллюстраций произведений, и, следовательно, идентификация их была затруднена. Только после тщательного изучения всех источников удалось установить, что картина «Сцена в лесу» отпадает по своим размерам, что с достоверностью можно исключить и работу «Девочка в лесу», что отпадают также эскиз, ныне хранящийся в Свердловской картинной галерее, и рисунок сепией…
Значит, в Пермскую галерею попала работа либо из частного собрания, либо еще одно авторское повторение, не учтенное каталогом посмертной выставки?..
Художник А. Г. Горавский в письме от 15 февраля 1892 года писал П. М. Третьякову: «На днях получил телеграмму из Иркутска от жены Андрея Константиновича Трапезникова (золотопромышленника — ученика моего), любящего и в своё время собирающего художественную коллекцию картин; очень хороший и благороднейших правил человек, по-могал близким и имел стипендиатов, но, к крайнему сожалению, уже три года как дела его золотопромышленные и прочие сильно упали. В телеграмме жена его просит обратиться к Павлу Михайловичу с предложением — не приобретете ли три оригинала русских художников… Третья — Испуг детей в лесу, Корзухина, а весь лесной фон в этой картине написан И. И. Шишкиным (приобретенная от автора)».
О том, что А. К. Трапезников купил картину, ясно и из письма А. Г. Горавского П. М. Третьякову от 31 декабря 1877 года:
"Андрей Конст. Трапезников в высшей степени нравственно примерный молодой человек, намеревается собрать художественные произведения и начал с учительских… вслед за тем в начале декабря, тоже заглазно, купил по моему наказанию два этюда и готовящуюся картину к Парижской выставке добросовестного Корзухина «Испуг детей в лесу»…
Следовательно, эта работа была куплена А. К. Трапезниковым в 1877 году, а в начале 1890-х годов она была куплена П. М. Третьяковым и обозначена в каталоге 1894 года как «Рисунок сепией её же (Собств. П. В. Третьякова)». И еще: сепия была сделана в 1877 году, то есть ранее работ, написанных маслом.
Это предположение подкрепляется статьей из «Вестника изящных искусств» за 1883 год:
«Удачно придумав сцену, позволившую ему представить симпатичные чрезвычайно характерные, народные детские типы, в положении полном естественности и занимательности, наш даровитый жанрист изобразил эту сцену сначала акварельной кистью, а затем, гораздо позже,— масляными красками, в картине, явившейся на Парижской выставке 1878 года».
Значит, слова А. Г. Горавского об авторстве И. И. Шишкина, таким образом, относятся именно к первому варианту, исполненному сепией. Это подтверждается и сравнительным анализом фона сепий из Третьяковской и Пермской галерей. В сепии тщательно прорисован ствол огромного дерева, к которому прижались девочки. Засохшие сучья ствола детально проработаны. Манера письма подлеска совпадает с многими рисунками И. И. Шишкина 70-х годов. Всего этого в картине из Пермской галереи нет. Ветка справа вверху лишь отдаленно напоминает ветку с сепии, подлесок вовсе отсутствует и заменен почти однотонным фоном, на котором едва намечены очертания растений, а в левой части остались лишь редкие ветки неопределенного куста. Это не небрежность художника: он не был пейзажистом и поэтому не смог даже повторить то, что было написано в сепии И. И. Шишкиным.
Следовательно, сепия, более ранняя, попала на международную выставку, затем была куплена А. К. Трапезниковым, а затем перешла в собрание П. М. Третьякова. Другая работа, исполненная маслом, была в частном собрании, а затем через музейный фонд попала в Пермскую галерею. Выходит, что это — две разные работы: на первой фон исполнен И. И. Шишкиным, а на второй — А. И. Корзухиным.
Хотя картина «Крестьянские девочки в лесу» — не из лучших работ А. И. Корзухина, она социально значима в творчестве жизни.